# Een blik in Cannery Row
Een blik in Cannery Row (originele Engelse titel en alternatieve Nederlandse titel: Cannery Row) is de vijfde roman van John Steinbeck, gepubliceerd in 1945. Het verhaal speelt zich af tijdens de Grote Depressie in Monterey, Californië, dat in die tijd een belangrijke vissersplaats was.
Het grootste deel van het verhaal speelt in en om Cannery Row, de straat waar de meeste personages wonen. Dat zijn bijvoorbeeld de kruidenier Lee Chong, de hoerenmadam Dora Flood, de werkloze Mack en zijn huisgenoten en marien bioloog Doc, de hoofdpersoon. In het verhaal komt Steinbecks liefde voor het land tot uiting, evenals zijn sympathie voor de inwoners van Monterey, met name zij die aan de rand van de maatschappij leven.

## Achtergrond

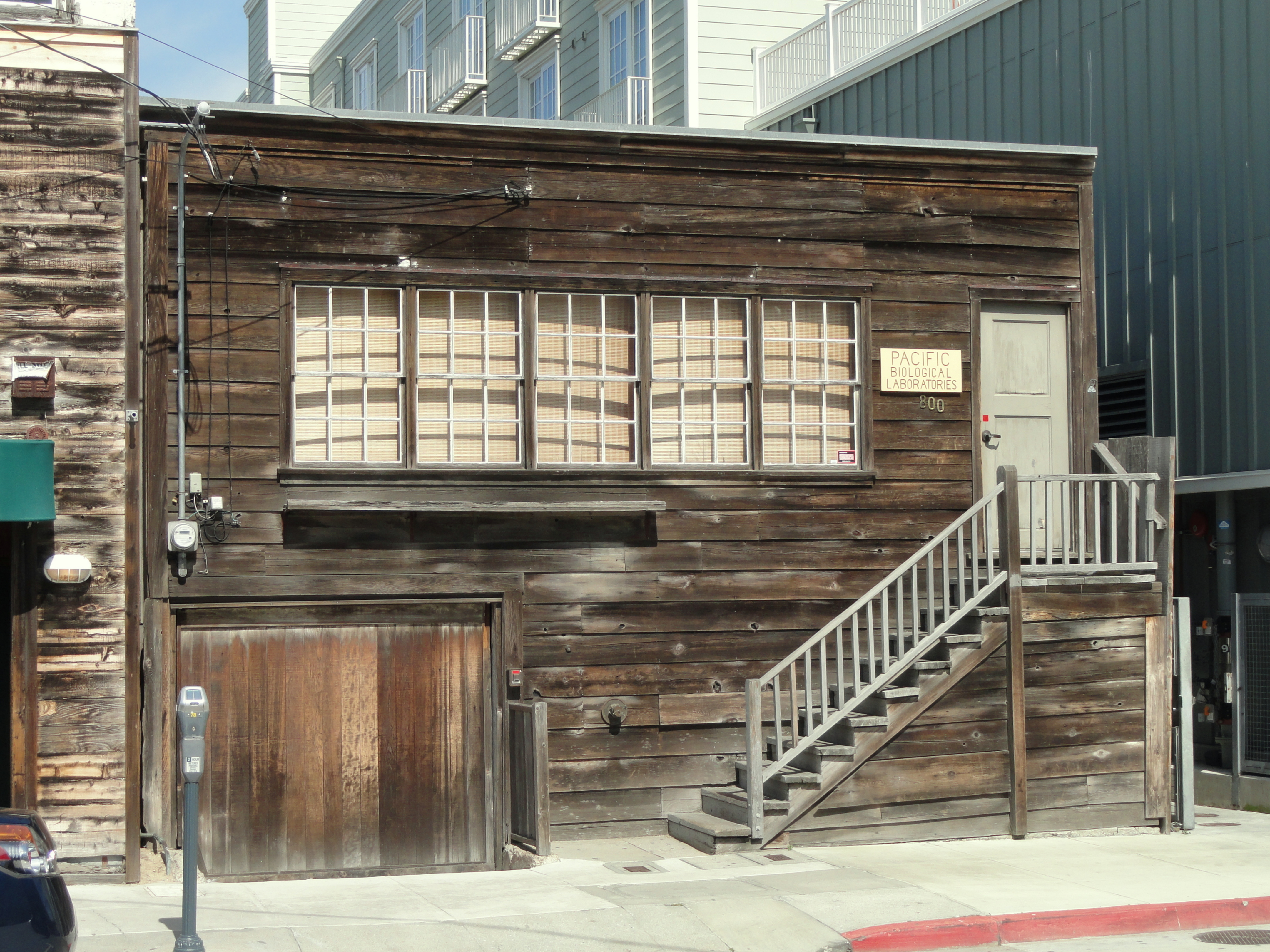
De Pacific Biological Laboratories van Ed Ricketts, 800 Cannery Row

John Steinbeck studeerde van 1919 tot 1925 mariene biologie aan de Stanford-universiteit in Pacific Grove, een stad die drie kilometer ten noordwesten van Monterey ligt. Hij besteedde echter weinig tijd aan zijn studie en verliet de universiteit zonder diploma. Van 1930 tot 1941 woonde Steinbeck in Monterey, vlak bij Ocean View Avenue. Deze straat droeg vanwege de vele bedrijven die er sardines inblikten de bijnaam Cannery Row, en vormde de plaats van handeling van Steinbecks roman.
Het personage van Doc is gebaseerd op de marien bioloog Ed Ricketts, aan wie de roman is opgedragen. Steinbeck ontmoette hem in 1930 in een tandartsenpraktijk en raakte bevriend met hem. De twee brachten veel tijd door in Pacific Biological Laboratories, Ricketts' laboratorium in Cannery Row. Dit gebouw vormde een ontmoetingsplaats van uiteenlopende personen, zoals schrijvers, filosofen, zwervers en prostituees. Nadat een brand het gebouw in 1936 verwoestte, financierde Steinbeck de herbouw en werd mede-eigenaar. Het gebouw stond model voor het laboratorium annex woonhuis van Doc en speelt een centrale rol in het verhaal. In de Nederlandse vertaling wordt het laboratorium 'Westers Biologisch' genoemd.
Pacific Biological Laboratories functioneerde tot Ricketts' dood in 1948. Tegenwoordig is het pand gerestaureerd en geopend voor publiek. Ook enkele andere gebouwen uit Een blik in Cannery Row zijn nog aanwezig, zoals de kruidenierszaak van Lee Chong en het Paleiskrot van Mack en zijn vrienden, beide gelegen tegenover het laboratorium. Hovden Cannery, dat naast het laboratorium lag, stond model voor de sardienenfabriek. Tegenwoordig is hier het Monterey Bay Aquarium gevestigd.

## Plot
Cannery Row in Monterey in Californië is een gedicht, een stank, een knarsend geluid, een symfonie van licht, een kleurschakering, een levenswijze, een heimwee en een droom.
De plot van Een blik in Cannery Row is eenvoudig en wordt gebruikt als een kapstok voor een aantal humoristische en soms tragische vignetten, geschreven in een sociaalrealistische stijl. Deze subplots beschrijven het leven van de inwoners van Cannery Row en de plannen die zij maken om Doc in het zonnetje te kunnen zetten, als dank voor al zijn vriendelijke en belangeloze hulp.
Mack en zijn vrienden besluiten om een verrassingsfeestje te organiseren. Met de hulp van de buurtbewoners wordt Docs laboratorium omgetoverd tot een feestruimte. Door overdadig drankgebruik loopt het avondje flink uit de hand voordat Doc is gearriveerd, en veel van zijn bezittingen worden vernield. Doc is erg ontstemd, waarop Mack en zijn vrienden besluiten om de boel professioneler aan te pakken.

### Overeenkomsten metTortilla Flat
Het verhaal vertoont veel overeenkomsten met Steinbecks roman Tortilla Flat uit 1935. Beide verhalen spelen zich in Monterey af en worden onder andere bevolkt door een groep werkloze levensgenieters en een gierige kruidenier. De twee boeken hebben een vergelijkbare thematiek en opbouw en sluiten af met een groot feest ter ere van de centrale hoofdpersoon. In Tortilla Flat wordt deze hoofdpersoon echter vertolkt door Danny, een werkloze paisano die uitblinkt in een groot aantal ondeugden, en in Een blik in Cannery Row door de hardwerkende Doc.

## Personages

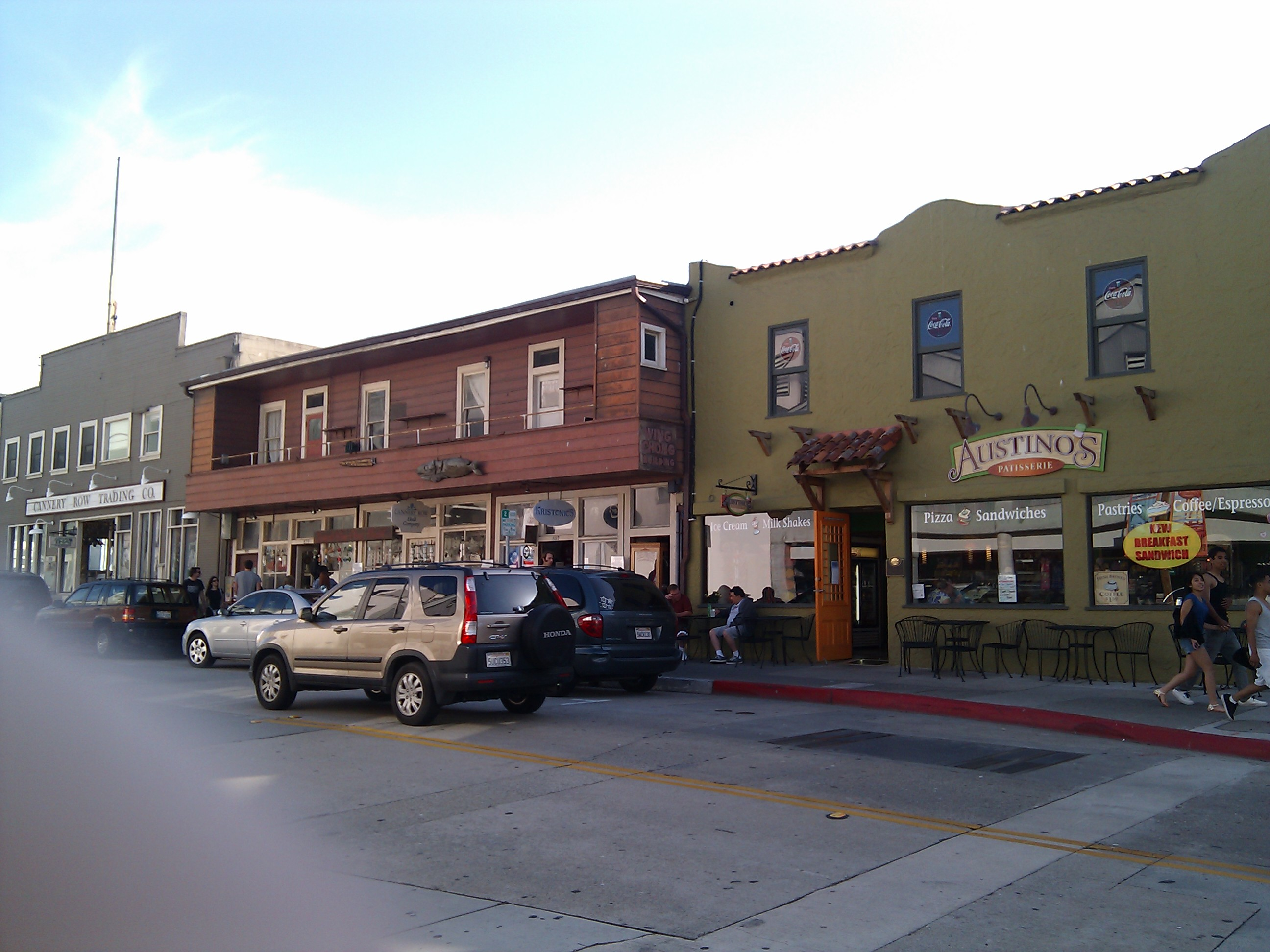
De kruidenierszaak van Lee Chong (midden) en café La Ida (rechts) waren geïnspireerd op bestaande gebouwen in Cannery Row.

### Lee Chong
Lee Chong, het eerste personage dat in het boek aan bod komt, is een gierige Chinees. In zijn kruidenierszaak zijn niet alleen verse en ingeblikte levensmiddelen te vinden, maar ook kleren, sterkedrank, tabak, visgerei, gereedschap, boten en andere zaken. Chong opent zijn zaak bij zonsopgang en sluit pas wanneer de laatste voetganger in de straat is verdwenen. Hij leidt een luxeleventje, al lijkt het alsof zijn rijkdom louter bestaat uit uitstaande schulden bij vrijwel elke inwoner van Cannery Row.

### Doc
Doc, de hoofdpersoon in het verhaal, is een marien bioloog met een laboratorium in Cannery Row, 'Wester Biologisch' geheten. Hij wordt beschreven als een kleine, potige man die zich meestal goed weet te beheersen, ondanks zijn gepassioneerde aard. Hij draagt een baard, wat in die tijd nogal ongewoon was in Monterey. Hij is de wijste persoon in de buurt en staat altijd klaar om iemand met raad en daad bij te staan. Dat levert hem respect op van zijn omgeving, maar toch is hij regelmatig zwaarmoedig en eenzaam.
Docs werk bestaat voornamelijk uit het bestuderen en conserveren van zeedieren, die hij dan verhandelt aan diverse universiteiten, laboratoria en musea in de Verenigde Staten. Regelmatig reist hij naar La Jolla of de Baai van Monterey om er zeedieren te verzamelen. In zijn laboratorium bewaart hij levende en geprepareerde dieren, zoals ratelslangen, octopussen en zeesterren. Daarnaast beschikt hij over een uitgebreide bibliotheek en platencollectie. Soms neemt hij een vriendinnetje mee naar huis, en dan draait hij zijn platen en leest hij haar gedichten voor.

### Dora Flood
De madam Dora Flood, is de eigenares van restaurant De Berenvlag, vernoemd naar de vlag van Californië. Dit etablissement is vooral een bordeel, waar de klanten ook een maal kunnen nuttigen. Dora Flood is een echte zakenvrouw, maar hanteert haar principes ook met strenge hand. Omdat haar bedrijf illegaal opereert, leeft zij de wet voor het overige deel zo goed mogelijk na. Bijgevolg wordt er in De Berenvlag geen sterkedrank verkocht, geen vuile taal gebezigd en worden er redelijke prijzen voor verleende diensten gevraagd. Daarnaast doneert zij gul aan goede doelen en brengen haar meisjes tijdens epidemieën soep naar de bewoners van Cannery Row. Ondanks haar goedgeefsheid is Dora Flood het welvarendste personage in het verhaal.

### Mack
Mack is een intelligente 48-jarige man, die zijn ondeugden als leugens en diefstal meestal goedpraat om een zuiver geweten te kunnen behouden. Hij wordt beschreven als de mentor van een kleine groep levensgenieters. Deze mannen hebben een aantal dingen gemeen: zij hebben geen van allen familie, geen geld en geen ambities. Ze leiden een zwervend bestaan, totdat Mack van Lee Chong een vervallen visopslagplaats koopt. De vrienden richten het gebouw in met gevonden en gestolen spullen en trekken er met hun pointer Darling in. Ze noemen dit nieuwe onderkomen hun Paleiskrot.

### Hazel
Een van Macks huisgenoten is Hazel, een stille goedzak die met open mond naar andermans gesprekken luistert, al kan hij er meestal geen touw aan vastknopen. Hij was thuis het achtste kind en heeft zijn meisjesnaam te danken aan het feit dat zijn moeder na de bevalling zo moe was dat ze hem maar naar haar tante vernoemde. Toen zij erachter kwam dat ze het leven had geschonken aan een jongetje, was ze al zo gewend aan de naam dat ze het maar zo liet.

### Eddie
Eddie is een andere bewoner van het Paleiskrot. Hij is een parttime barman in café La Ida en verzamelt de inhoud van bijna lege glazen in een ton onder de bar. Wanneer deze vol is, neemt hij de wonderlijke cocktail mee naar het Paleiskrot. Aan dit mengsel van bier, bourbon, wijn, rum, gin en andere sterkedrank dankt Eddie zijn populariteit onder zijn vrienden.

### De oude Chinees
De oude Chinees is een mysterieus personage dat een aantal keren in het verhaal opduikt. Niemand weet waar hij woont, maar wanneer de straten verder verlaten zijn, wandelt hij door Monterey richting zee of juist ervandaan. De oude Chinees en zijn associatie met de eeuwigheid en rust van de oceaan contrasteert sterk met het snelle leven en de hilarische avonturen van de andere bewoners van Cannery Row.

## Thematiek

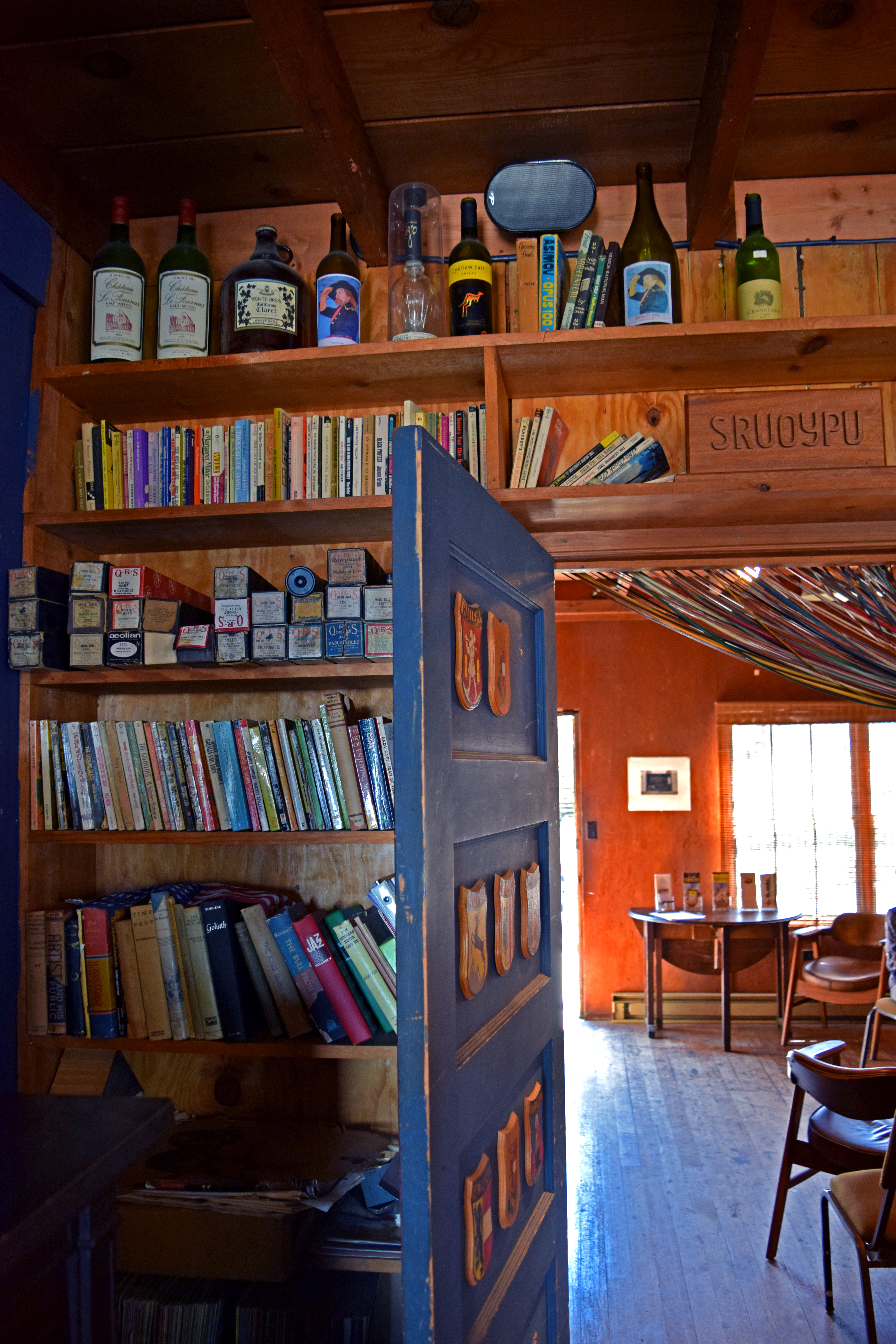
Interieur van Pacific Biological Laboratories

Veel thema's in Een blik in Cannery Row zijn terug te vinden in Steinbecks eerdere roman Tortilla Flat. Mack en zijn vrienden delen een groot aantal eigenschappen met Danny en de overige paisano's, zoals kameraadschap, tevredenheid en een goede inborst, ondanks allerlei ondeugden.

### Kameraadschap
De bewoners van het Paleiskrot delen een groot aantal ondeugden, en dat draagt bij aan een hechte onderlinge kameraadschap. Zij hebben veel aan Doc te danken, waarop ze besluiten hem een feest te geven. Dat loopt echter danig uit de hand, en Doc en Mack krijgen ruzie. Maar kameraadschap zorgt ervoor dat Doc de situatie ook van een positieve zijde kan bezien, en de ruzie wordt weer bijgelegd. Uiteindelijk zorgt kameraadschap tussen de bewoners van het Paleiskrot, Lee Chong en zijn gezin en de bewoners van De Berenvlag ervoor dat een tweede poging om een dankfeest voor Doc te organiseren in alle opzichten een succes is.

### Tevredenheid
De bewoners van Cannery Row hebben vrijwel allemaal gemeen dat ze tevreden in het leven staan. Hun enige doel in het leven lijkt hun vriendschap met Doc te zijn. De bewoners van het Paleiskrot zijn tevreden met hun luie leventje. Zij voorzien in hun onderhoud middels sluwheid, diefstal en alles wat toevallig op hun pad komt. Lee Chong en Dora Flood zijn tevreden met hun bedrijf. Aan de kust leeft Henri in zijn boot, die hij elke keer afbreekt en weer opbouwt, louter om het plezier van met zijn handen te werken. Ook Doc lijkt tevreden met zijn werk en zijn plaats in de gemeenschap, al maken veel van zijn vrienden zich zorgen om het feit dat hij nog altijd geen vaste relatie heeft.

### Zonde en goedheid
Een terugkerend thema in Steinbecks boeken is zijn kijk op zondes als luiheid, diefstal en prostitutie. In Een blik op Cannery Row laat hij zien dat mensen met in het oog springende ondeugden gecompliceerder in elkaar zitten dan ze lijken en een goede inborst kunnen hebben. Dora Flood is goedgeefs en zij en haar meisjes helpen belangeloos mee met het op touw zetten van het dankfeest voor Doc.

## Vervolg inGoede Donderdag
Het verhaal in Een blik op Cannery Row krijgt een vervolg in Goede Donderdag (Sweet Thursday), dat Steinbeck negen jaar later publiceerde. In dit verhaal keert Doc na zijn diensttijd tijdens de Tweede Wereldoorlog terug naar Cannery Row. Sommige buurtbewoners wonen nog altijd in Monterey, maar anderen hebben plaatsgemaakt voor nieuwe personages, zoals Suzy, een prostituee waar Doc verliefd op wordt.

## Verfilming
In 1982 regisseerde David S. Ward een verfilming van zowel Een blik in Cannery Row als Goede Donderdag onder de titel Cannery Row. Ook het scenario was van zijn hand. Hij werd bekend als scenarioschrijver met zijn script voor The Sting. Nick Nolte speelt de rol van Doc en Debra Winger die van Suzy. De verteller in de film is regisseur John Huston.

## Ontvangst
De roman werd aanvankelijk maar lauw ontvangen. Een reviewer van The Nation vond het "goedkoop, eigenaardig en vals". De Boston Globe's noemde het zelfs "een verschrikkelijke teleurstelling". Latere reviews zijn aanmerkelijk positiever en prijzen Steinbecks creativiteit en menselijk inzicht. Tegenwoordig wordt het boek door velen beschouwd als een van Steinbecks beste werken.

### Eerbetoon in Cannery Row
In 1958 werd de naam van Ocean View Avenue ter ere van John Steinbeck en zijn roman daadwerkelijk veranderd in 'Cannery Row'. In 2014 werd op Steinbeck Plaza, op de kruising van Cannery Row en Prescott Avenue, het Cannery Row Monument onthuld. Dit standbeeld van Steven Whyte stelt een klip voor met Steinbeck, Ed Ricketts en enkele personages uit de roman, waaronder de oude Chinees, Dora Flood en een van haar meisjes.